# 9718 Gerbefremov
9718 Gerbefremov este un asteroid din centura principală de asteroizi.

## Descriere
9718 Gerbefremov este un asteroid din centura principală de asteroizi. A fost descoperit pe 16 decembrie 1976 la Observatorul astrofizic din Crimeea de Liudmila Cernîh. El prezintă o orbită caracterizată de o semiaxă mare de 2,36 ua, o excentricitate de 0,15 și o înclinație de 5,9° în raport cu ecliptica.